# Машбаш, Исхак Шумафович
Исхак Шумафович Машба́ш (настоящая фамилия — Машбашев, род. 28 мая 1930 года) — адыгский поэт, прозаик и переводчик. Герой Труда Российской Федерации (2019). Народный писатель Адыгеи (1993), Кабардино-Балкарии, Карачаево-Черкесии, Абхазии(2025), лауреат Государственной премии СССР (1991), Государственной премии РСФСР имени М. Горького (1981), Государственной премии Республики Адыгея, Международной премии имени М. А. Шолохова в области литературы и искусства.

## Биография
Родился 28 мая 1930 года в ауле Урупский ныне Успенского района Краснодарского края. Здесь прошло его детство. Вся дальнейшая жизнь (кроме нескольких лет учебы в Москве) связана с городом Майкопом, где писатель живет и сейчас.
- В 1951 году окончил Адыгейское педагогическое училище.
- Член ВКП(б) с 1951 года.
- В 1957 году окончил с отличием Литературный институт им. М. Горького в г. Москве.
- В 1962 году окончил отделение работников печати, телевидения и радиовещания Высшей партийной школы при ЦК КПСС.
- С 1956 года по 1959 год — работал заведующим отделом областной газеты «Социалистическэ Адыгей».
- С 1959 года — работал руководителем лекторской группы Адыгского обкома КПСС.
- С 1962 года по 1970 год — работал ответственным секретарём Адыгской писательской организации.
- С 1970 года по 1983 год — главный редактор журнала «Дружба».
- С 1983 года — председатель правления Союза писателей Адыгеи.
- С 1962 года по настоящее время — председатель правления Союза писателей Адыгеи.
- академик Адыгской (Черкесской) международной академии наук,
- почётный член Академии наук Абхазии,
- почётный доктор Адыгейского, Кабардино-Балкарского и Майкопского технологического университетов,
- почётный гражданин г. Майкопа.

В соавторстве с Умаром Тхабисомовым создал Гимн Республики Адыгея.
В 2015 г. при поддержке республиканской власти было издано собрание сочинений Машбаша в 20 томах на адыгейском и русском языках2. О жизни и творчестве народного писателя написано большое количество статей, очерков и монографий. Наиболее значительные из них: «Живое слово» и «Ступени» К. Г. Шаззо и «Восхождение к памяти» Ш. Е. Ергук.
16 ноября 2016 года Исхаку Машбашу на его родине, в ауле Урупском открыли при жизни памятник. Это бронзовый бюст работы скульптора Алана Корнаева. В церемонии приняли участие губернатор Кубани Вениамин Кондратьев, глава Республики Адыгея Асланчерий Тхакушинов, председатель ЗСК Краснодарского края Владимир Бекетов и сам писатель.
В 2024 году являлся доверенным лицом кандидата в президенты России Владимира Путина.
Должности
- член Адыгского областного и Краснодарского краевого комитетов КПСС;
- народный депутат СССР;
- член Верховного Совета СССР;
- академик Адыгской международной академии наук;
- член СП СССР;
- член Союза писателей Российской Федерации с 1956 года;
- Сопредседатель правления Союза писателей России;
- член Консультативного совета при Президенте Республики Адыгея;
- председатель Комиссии по государственным наградам Республики Адыгея;
- член исполкома Международного сообщества писательских Союзов.
- 2006—2008 и 2017—2020 годы Член Общественной палаты России. Член комиссии по гармонизации межнациональных и межрелигиозных отношений[3]

## Награды
- Орден «За заслуги перед Карачаево-Черкесской Республикой» (25 июня 2024) — за большой личный вклад в развитие многонациональной российской литературы, сохранение родного языка и укрепление межрегионального сотрудничества[4]
- Герой Труда Российской Федерации (26 апреля 2019) — за особые трудовые заслуги перед государством и народом[5]
- Национальная премия «Имперская культура» имени Эдуарда Володина (2019)[6]
- Орден «За заслуги перед Республикой Дагестан» (11 июля 2017) — за большой вклад в развитие литературы[7]
- Почетная грамота Кабардино-Балкарской Республики (8 июня 2016) — за выдающийся вклад в развитие адыгской национальной литературы
- Почётная грамота Республики Дагестан (27 мая 2016) — за вклад в развитие литературы и многолетнюю творческую деятельность[8]
- Орден «За заслуги перед Отечеством» II степени (26 января 2007) — за выдающийся вклад в развитие многонациональной отечественной литературы и многолетнюю творческую деятельность[9]
- Орден «Честь и слава» (Абхазия) II степени (2005, Абхазия) абх. «Ахьдз-апша» аорден[10]
- Орден «За заслуги перед Отечеством» III степени (31 мая 2001) — за большой вклад в развитие отечественной литературы и активную общественную деятельность[11]
- Медаль «Слава Адыгеи» (24 мая 2001) — за особые заслуги перед Республикой Адыгея, многолетнюю плодотворную литературную и общественную деятельность, большой вклад в укрепление дружбы между народами[12]
- Орден «За заслуги перед Отечеством» IV степени (22 января 1997) — за заслуги перед государством, большой вклад в укрепление дружбы и сотрудничества между народами, многолетнюю плодотворную деятельность в области культуры и искусства, высокие достижения в развитии физической культуры и спорта[13]
- Народный поэт Адыгеи (1993)
- Государственная премия СССР 1991 года в области литературы, искусства и архитектуры (11 декабря 1991) — за роман «Раскаты далекого грома»[14]
- Государственная премия РСФСР имени М. Горького (24 декабря 1981) — за книгу стихов и поэм «Щедрое солнце полдня»[15]
- Орден Дружбы народов (27 мая 1981) — за заслуги в развитии советской литературы и в связи с пятидесятилетием со дня рождения[16]
- Государственная премия Адыгеи
- Литературная премия имени М. А. Шолохова
- Почётный гражданин Майкопа[17]
- Золотая медаль «Борец за мир»